# Торрес, Бланка
Бланка Торрес (исп. Blanca Torres; 18 января 1928, Монтеррей, штат Нуэво-Леон, Мексика — 10 июля 2006, Мехико, Мексика) — мексиканская актриса театра, кино и телесериалов.

## Биография
Родилась 18 января 1928 года в Монтеррее. Первые годы жизни были очень трудными в семье будущей звезды, так как семья жила очень бедно. И тогда юная девочка заявила родне, что хочет стать актрисой и вытянуть семью из голода. Так она играла в домашних спектаклях, покоряя родню. Однажды домой к ним пришёл близкий друг семьи — известный мексиканский актёр и режиссёр Рафаэль Банкельс (Падре Адриан из сериала «Богатые тоже плачут»), и, увидев талантливую игру юной девочки, взял её под свой патронаж и не ошибся — она действительно играла блестяще. В начале 1960-х годов 20 века Рафаэль Банкельс открыл свой собственный театр и пригласил её в качестве главной ведущей актрисы театра, где она с блеском сыграла несколько десятков спектаклей. В середине 1960-х годов она перешла во Дворец изящных искусств, где с блеском сыграла несколько ролей. В 1966 году она дебютировала на ТВ, а в 1973 году — в кино. После показа мексиканского сериала «Моя вторая мама» в России и в некоторых зарубежных странах, зрители полюбили её за роль Аманды — пожилой женщины с клюкой, которая всем была недовольна. Зрители России полюбили её также за роль Бланки из сериала «Марисоль».

### Последние годы жизни
Актриса ушла из кинематографа в 2002 году по состоянию здоровья и часто лежала в больницах. Несмотря на болезнь, она была почётным членом ANDA.
Скончалась 10 июля 2006 года в больнице Мехико от естественных причин. Похоронена на кладбище Пантеон, где покоятся выдающиеся мексиканские деятели.

## Фильмография

### Теленовеллы телекомпанииTelevisa
- 1969 — Моя любовь к тебе
- 1969 — Мост любви
- 1970 — Цена человека
- 1974 — Клятва
- 1977 — Пойдем со мной — Социальный работник
- 1980 — Молодёжь
- 1982 — Бьянка Видаль — Офелия #2
- 1984 — Предательство — Росарио
- 1985 — Падший ангел — Донья Виктория Эстевас Кихано
- 1987 — Волчье логово (сериал) — Clotilde
- 1989 — Моя вторая мама — Аманда
- 1989 — Карусель — Тонья
- 1990 — Сила любви — Игор
- 1996 — Марисоль — Бланка
- 1999 — Росалинда
- 2002 — Между любовью и ненавистью — Генриетта

### Теленовеллы, показанные свыше 2-х сезонов
- 1985 — Женщина, случаи из реальной жизни (всего 22 сезона, 1985—2007) (4 сезона, 1994-97 гг.)

### Мексиканские фильмы
- 1973 — Любовь имеет лицо женщины — Мать Матильда
- 1976 — Коронация
- 1978 — Место без границ — Бланка
- 1984 — Нокаут — Мать Родриго